# Liste der honduranischen Botschafter in den Vereinigten Staaten
Der Titel der Leiter der Gesandtschaft war
- Ab 21. Januar 1895: Envoy Extraordinary and Minister Plenipotentiary
- Ab 19. April 1943: Ambassador Extraordinary and Plenipotentiary
- Die Geschäftsträger hatten den Rang des Minister Counselor (Botschaftsrat)

Am 4. Mai 1943 wurde die Gesandtschaft zu Botschaft aufgewertet.
| Agreement erteilt, ernannt: | Akkreditiert: | Name:                            | Bemerkungen | ernannt von:                   | akkreditiert bei:     | Posten verlassen: |
| --------------------------- | ------------- | -------------------------------- | --- | ------------------------------ | --------------------- | ----------------- |
| 21. Jan. 1895               |               | Antonio Lazo Arriaga             | eröffnete die Gesandtschaft | Policarpo Bonilla              | Grover Cleveland      | Nov. 1896         |
| 24. Dez. 1896               | Dez. 1898     | José Dolores Rodríguez           | Enviado Extraordinario y Ministro Plenipotentiario de la Republica Mayor de Centre America, vertrat El Salvador und Honduras                             | Policarpo Bonilla              | Grover Cleveland      | Jan. 1899         |
| 5. Okt. 1906                | 4. Nov. 1907  | José Rose Pacas                  | Nov. 1906 Gesandtschaft verlegt | Manuel Bonilla                 | Theodore Roosevelt    |                   |
| Sep. 1907                   |               | Àngel Ugarte                     | außerordentlicher Gesandter | Miguel R. Davila               | Theodore Roosevelt    |                   |
| 21. Okt. 1908               |               | Luis Lazo                        | | Miguel R. Davila               | Theodore Roosevelt    |                   |
| 31. Mai 1911                |               | Alberto Membreño Vásquez         | | Francisco Bertrand             | William Howard Taft   |                   |
| 21. Nov. 1911               |               | Fausto Dávila                    | | Francisco Bertrand             | William Howard Taft   |                   |
| 16. Juli 1912               |               | Alberto Membreño Vásquez         | | Manuel Bonilla                 | William Howard Taft   |                   |
| 25. März 1918               |               | José Antonio Lopez Gutierrez     | (1850 in Tegucigalpa; 1. November 1922 in Washington, D.C.)                                                                                              | Francisco Bertrand             | Woodrow Wilson        |                   |
| 1. Nov. 1922                |               | R. Camilo Díaz                   | | Rafael López Gutiérrez         | Warren G. Harding     |                   |
| 13. Apr. 1923               |               | Salvador Cordova                 | legte dem Außenministerium der Vereinigten Staaten keine Mitarbeiterliste vor und wurde auf der Liste des diplomatischen Corps als abwesend registriert. | Rafael López Gutiérrez         | Calvin Coolidge       | März 1924         |
| 9. März 1925                |               | Luis Bográn Morejón              | | Miguel Paz Barahona            | Calvin Coolidge       |                   |
| 22. Aug. 1929               |               | Ernesto Argueta                  | | Vicente Mejia Colindres        | Herbert C. Hoover     |                   |
| 29. Juli 1931               |               | Celeo Davila                     | | Vicente Mejia Colindres        | Herbert C. Hoover     |                   |
| 12. Juni 1933               |               | Miguel Paz Barona                | | Tiburcio Carias Andino         | Franklin D. Roosevelt |                   |
| 24. Dez. 1935               | 18. Juli 1939 | Julio Lozano                     | | Tiburcio Carias Andino         | Franklin D. Roosevelt |                   |
| 2. Juli 1938                |               | Julián Ríos Cáceres              | († 18. Juli 1950 in Buenos Aires) | Tiburcio Carias Andino         | Franklin D. Roosevelt |                   |
| 5. Juli 1939                |               | Julián Ríos Cáceres              | außerordentlicher Gesandter | Tiburcio Carias Andino         | Franklin D. Roosevelt |                   |
| 19. Apr. 1943               | 4. Mai 1943   | Julián Ríos Cáceres              | 4. Mai 1943 Gesandtschaft wurde zur Botschaft aufgewertet                                                                                                | Tiburcio Carias Andino         | Franklin D. Roosevelt |                   |
| 10. März 1949               | 24. März 1949 | Rafael Heliodoro Valle           | | Juan Manuel Gálvez             | Harry S. Truman       |                   |
| 19. Apr. 1955               | 5. Mai 1955   | Carlos Izaguirre                 | General | Julio Lozano Diaz              | Dwight D. Eisenhower  |                   |
| 17. Jan. 1957               | 18. Jan. 1957 | Ramón Villeda Morales            | | José Ramón Villeda Morales     | Dwight D. Eisenhower  |                   |
| 11. Sep. 1957               | 15. Okt. 1957 | Tiburcio Carías Castillo         | | José Ramón Villeda Morales     | Dwight D. Eisenhower  |                   |
| 27. Feb. 1958               | 10. März 1958 | Celeo Davila                     | | José Ramón Villeda Morales     | Dwight D. Eisenhower  |                   |
| 9. Feb. 1964                | 16. März 1964 | Hernan Corrales Padilla          | | Oswaldo López Arellano         | Lyndon B. Johnson     |                   |
| 25. Sep. 1964               | 6. Okt. 1964  | Ricardo Midence Soto             | | Oswaldo López Arellano         | Lyndon B. Johnson     |                   |
| 12. März 1970               | 24. Apr. 1970 | Roberto Galvez Barnes            | | Oswaldo López Arellano         | Richard Nixon         |                   |
| 30. Juni 1974               |               | Roberto Alonzo Cleaves           | Geschäftsträger | Oswaldo López Arellano         | Gerald Ford           |                   |
| 21. Nov. 1974               | 29. Nov. 1974 | Roberto Lazarus                  | | Oswaldo López Arellano         | Gerald Ford           |                   |
| 25. Juli 1978               |               | Francisco Salomón Jiménez Castro | Geschäftsträger | Policarpio Juan Paz Garcia     | Jimmy Carter          |                   |
| 22. Nov. 1978               | 11. Jan. 1979 | Jose Antonio Bermudez Milla      | | Policarpio Juan Paz Garcia     | Jimmy Carter          |                   |
| 22. Okt. 1979               |               | Francisco Salomón Jiménez Castro | Geschäftsträger | Policarpio Juan Paz Garcia     | Jimmy Carter          |                   |
| 15. Nov. 1979               | 28. Nov. 1979 | Ricarco Midence Soto             | | Policarpio Juan Paz Garcia     | Jimmy Carter          |                   |
| 7. Nov. 1980                | 11. Dez. 1980 | Federico Edmundo Poujol          | Hauptmann | Policarpio Juan Paz Garcia     | Jimmy Carter          |                   |
| 27. Apr. 1982               | 25. Juni 1982 | Juan Agurcia Ewing               | | Roberto Suazo Córdova          | Ronald Reagan         |                   |
| 12. Juni 1987               | 20. Juli 1987 | Roberto Martinez Ordonez         | | José Simon Azcona Hoyo         | Ronald Reagan         |                   |
| 12. Sep. 1988               | 19. Sep. 1988 | Jorge Ramon Hernandez Alcerro    | | José Simon Azcona Hoyo         | Ronald Reagan         |                   |
| 2. Sep. 1992                | 18. Nov. 1992 | Rene Arturo Bendana              | | Rafael Leonardo Calleja Romero | George H. W. Bush     |                   |
| 11. Aug. 1994               |               | Roberto Flores Bermúdez          | | Carlos Roberto Reina           | Bill Clinton          |                   |
| 7. Apr. 1998                | 27. Mai 1998  | Edgardo Dumas Rodrigez           | | Carlos Roberto Flores Facussé  | Bill Clinton          |                   |
| 18. Mai 1999                | 10. Aug. 1999 | Hugo Noé Pino                    | | Carlos Roberto Flores Facussé  | Bill Clinton          |                   |
| 17. Juni 2002               | 19. Juni 2002 | Mario Miguel Canahuati Canahuati | | Ricardo Maduro                 | George W. Bush        |                   |
| 12. Sep. 2005               | 3. Okt. 2005  | Norman Garcia Paz                | | Ricardo Maduro                 | George W. Bush        |                   |
| 27. Apr. 2006               | 15. Mai 2006  | Roberto Flores Bermúdez          | | Manuel Zelaya                  | George W. Bush        |                   |
| 9. Juni 2010                | 28. Juni 2010 | Jorge Ramón Hernández Alcerro    | | Porfirio Lobo Sosa             | Barack Obama          |                   |